# Ozona
Ozona é uma Região censo-designada localizada no estado norte-americano de Texas, no Condado de Crockett.

## Demografia
Segundo o censo norte-americano de 2000, a sua população era de 3436 habitantes.

## Geografia
De acordo com o United States Census Bureau tem uma área de
12,1 km², dos quais 12,1 km² cobertos por terra e 0,0 km² cobertos por água. Ozona localiza-se a aproximadamente 716 m acima do nível do mar.

## Localidades na vizinhança
O diagrama seguinte representa as localidades num raio de 68 km ao redor de Ozona.